# さっぽろ丸
さっぽろ丸は、日本沿海フェリーが運航していたフェリー。

## 概要
林兼造船下関工場で建造され、東京 - 苫小牧航路に1974年8月2日に就航した。本船の就航により、しれとこ丸、えりも丸と合わせて同航路は毎日運航となり、フジフェリーから用船されていたいせ丸は返却、しま丸は8月中に限って臨時便として運航された後、返却された。竣工前の1973年には川崎近海汽船の貨物フェリー4隻を用いた東京-苫小牧航路進出計画に対抗する形で1976年までの竣工予定で旅客定員を400名に縮小した本船の準同型船3隻の建造計画を含む増便案が検討されたものの、1974年6月に旅客フェリーの増便計画を取り下げ1975年に共有船1隻を含む貨物フェリー3隻を用いて川崎近海汽船と共同事業を行う形に変更された。
1985年には負荷を軽減する過給器の換装やイベントホール利用に対応した客室改造を行った上で3月16日に大洗 - 苫小牧航路の第一船として転配されたが、1987年6月のおおあらい丸の就航により再び東京 - 苫小牧航路に転配された。1990年、ブルーハイウェイラインへの社名変更に伴う「さんふらわあ」へのブランド統一で、1991年にさんふらわあ さっぽろに船名を変更した。
1997年、大阪 - 志布志航路に転配されたが、1998年、さんふらわあ つくばの就航によりさんふらわあ おおあらいが大阪 - 志布志航路に転配され、本船は引退した。
その後、ギリシャのStrintzis Lineに売却され、Ionian Victoryとなり、就航した。
2000年にブルースターフェリーに売却され、Blue Skyとなった。
2004年にAgoudimos Linesに売却され、Ionian Skyとなった。
2013年にネル・ラインズに売却されたが、9月に機関故障により係船された。

## 設計
船体は上部からA - Fデッキとなっており、Eデッキが上甲板で、A - Cデッキが旅客区画、D - Fデッキが車両搭載区画となっていた。車両搭載区画は、D・Eデッキが大型車、Fデッキが乗用車区画で、ランプウェイは船首（バウバイザー付）、船尾両舷に装備されていた。

## 船内

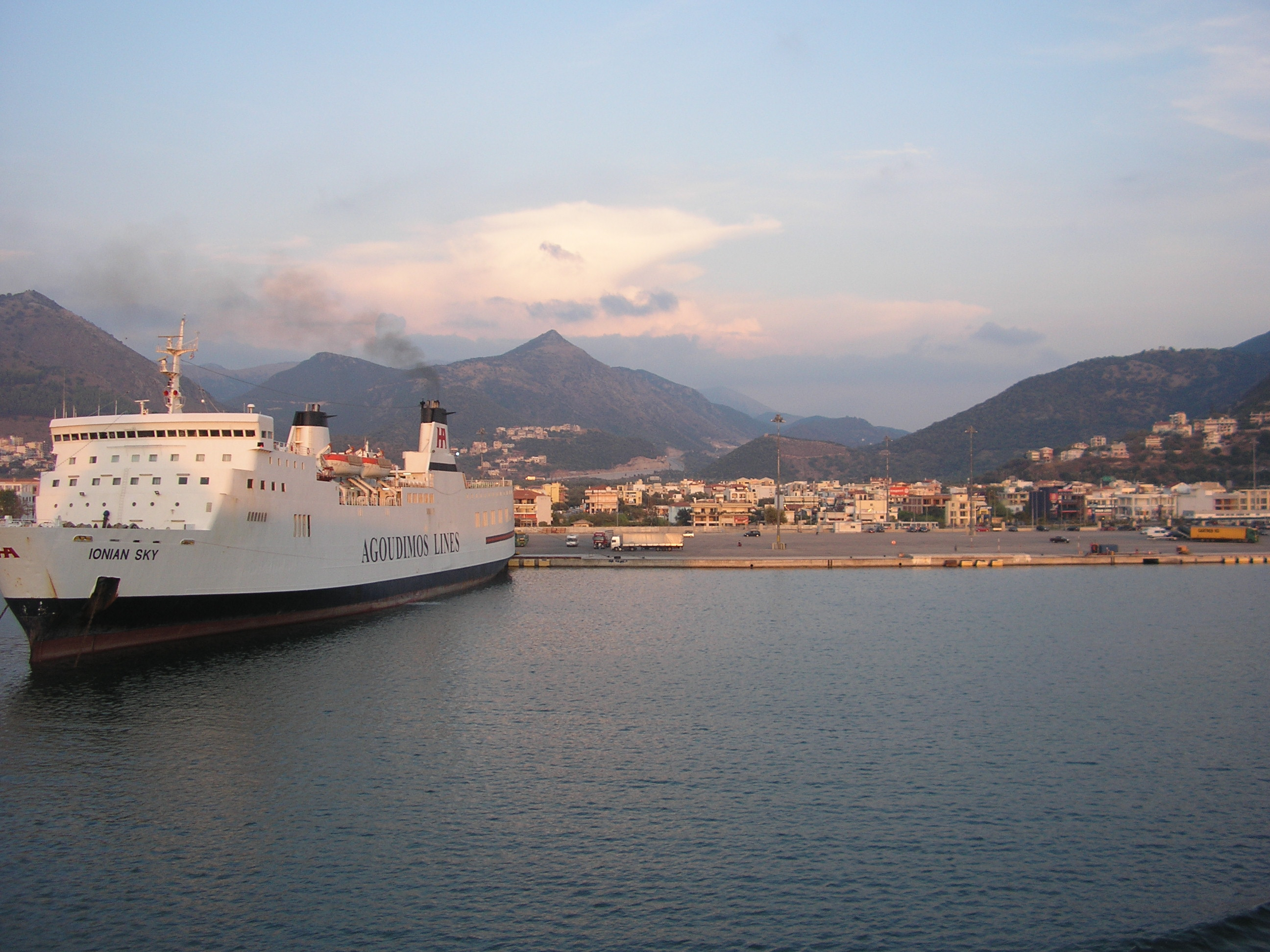
Ionian Sky

プロムナードデッキ
- 特等客室[3]（洋室12室・和室2室）

Aデッキ
- 1等室（20室）[3]
- 2等寝台（22室）[3]
- ラウンジ[9]
- 浴室[9]
- ホール[9]
- プール[9]

Bデッキ
- 2等客室（7室）
- エントランスホール[9]
- 案内所[9]
- 売店[9]
- レストラン[9]
- グリル[9]
- ラウンジ
- ゲームコーナー
- カードルーム[9]
- 浴室[9]